# 乌苏比·佐古
乌苏比·佐古（Oussouby SACKO（佐古 ウスビ）、1966年5月26日 - ）是马里共和国出身的教育工作者。自2018年4月起担任京都精华大学校长，乃首位担任日本的大学校长的非洲裔人士。

## 生平
1966年，佐古出生于马里的首都巴马科，高中毕业后被派遣至中华人民共和国北京语言学院留学，之后在南京市的东南大学学习建筑学，本科毕业后攻读同校建筑设计专业的研究生。1988年12月发生了中国学生袭击非洲人学生宿舍的大规模种族歧视事件。佐古回忆，当时感到有生命危险的黑人留学生各自前往本国大使馆寻求保护，感叹到“那些事件令人恐惧”。在东南大学的5年间，佐古感到在中国进行研究并不自由，而本国也因经济形势恶化拖延了录用其为国家公务员的计划。佐古最终决定前往日本。
佐古于1991年访日，在京都大学大学院工学研究科进修硕士课程并完成同校建筑学博士课程、获得博士（工学）学位。1991年起花费8年时间掌握日语，2001年就任京都精华大学人文学院讲师，2002年取得日本国籍，2013年就任同院教授、院长等职位，2018年被决定为新任校长人选，并于4月1日正式就任京都精华大学校长。其专业研究领域是空间人类学当中的住宅计划、居住环境、居住方式等，并为了研究如何构建良好的社群与人际关系，而在各国展开对住宅设计与生活形态之间关联的调查及行为观察。
佐古现与日裔妻子育有2男，一同住在京都，并能够流畅使用法语、英语、汉语，及因长期住在京都而掌握日语关西方言。